# Lucius Cornelius Balbus
Lucius Cornelius Balbus (i. e. 1. század) római államférfi, író
Egy gadesi család sarja volt. Quintus Caecilius Metellus Pius alatt katonának állt és harcolt Sertorius ellen, azután Pompeiust követte, akitől i. e. 72-ben jutalomkánt római polgárjogot, később földbirtokokat kapott. Később Julius Caesarhoz szegődött, akit i. e. 61-ben mint praefectus fabrum Hispaniába kísért. Részt vett i. e. 60-ban az első triumvirátus létrejöttében. Míg a hatalmasoknak hízelgett, addig a néppel erőszakosan bánt, azért magát gyűlöletessé tette. I. e. 56-ban Gades lakói a polgárjog bitorlása miatt vádat emeltek ellene, amely vád éle tulajdonképpen a triumvirek, elsősorban Pompeius ellen irányult. Pompeius kérésére Balbus védelmét Cicero vállalta el. A polgárháború küszöbéb Balbus Julius Caesar pártjára állt s igyekezett Pompeius táborából Cicerót is erre a lépésre rávenni. A háború kitörése után Rómában maradt, és igyekezett rávenni Cicerot, hogy Caesar és Pompeius közt közvetítő szerepet lásson el. Pompeius veresége után végképp Caesar mellé szegődött, aki gyakran megjutalmazta, s sokszor követte tanácsait. Maga Cicero is Balbus közbenjárásának köszönhette, hogy Caesar megbocsátott neki. Caesar megölése után Octavianushoz csatlakozott, és i. e. 40-ben consul suffectusszá választották. Halálának éve nem ismert, fennmaradtak Ciceróhoz írott levelei, Caesar életéről írott emlékiratai, illetve egyéb munkái azonban elvesztek.